# 霍肯峰
46°25′42″N 7°44′39″E / 46.42833°N 7.74417°E

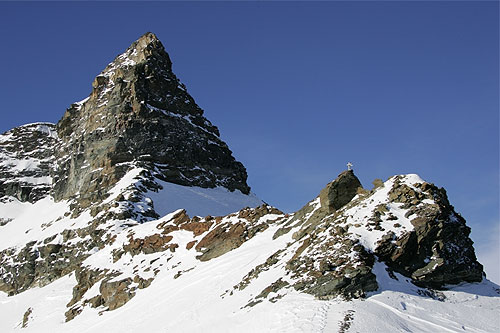

霍肯峰（德語：Hockenhorn）是瑞士伯恩州和瓦萊州的山峰，位於該國南部，屬於伯尔尼山的一部分，海拔高度3,293米，人類在1840年8月首次登頂。